# Поездка (фильм, 2002)
«Поездка» (англ. The Trip) — американский художественный фильм 2002 года режиссёра Майлса Суэйна об отношениях между двумя мужчинами на фоне событий, связанных с ЛГБТ-сообществом в 1970-х-80х годах.

## Сюжет
Действие фильма начинается в 1970-х годах, когда радикально настроенные политики и зарождающееся движение за права геев столкнулись с жестким сопротивлением консервативного истеблишмента. Документальные кадры на протяжении всего фильма включают в себя борьбу геев за гражданские права, убийство Харви Милка и мэра Сан-Франциско Джорджа Москоне, а также проблемы СПИДа и равнодушие к нему администрации Рейгана.
1973 год. Лос-Анджелес. Худощавый с длинными светлыми волосами открытый гей Томми (Стив Браун) знакомится с политкорректным писателем и журналистом, членом организации «Молодые республиканцы» Аланом (Ларри Салливан). Алан работает над своей книгой о гомосексуальности и приглашает Томми на ужин, чтобы взять у него интервью. Их близкое знакомство оказывается чем-то большим, нежели просто интервью, и Алан этим напуган, Томми уходит. Алан сталкивается с Томми через месяц во время утренней пробежки в парке и приглашает того остаться у него на ночь. Они спят в отдельных комнатах, пока Алан не перебирается к Томми, утверждая, что диван слишком неудобен, тогда Томми отправляется спать на диван. Утром Томми говорит Алану, что тот ему не безразличен. Разговор заканчивается тем, что Алан отвечает: «В отличие от тебя, я не педик». Томми уходит. Алана не покидает чувство, что он сказал что-то ужасное, он пытается позвонить Томми, но тот теперь не подходит к телефону. Алан заканчивает работу над книгой, в которой он весьма критически отзывается о гомосексуалах и их образе жизни. Однако, когда рукопись оказывается в издательстве, он передумывает и не хочет печатать книгу, так как понимает, что его собственные чувства и чувства его нового друга идут вразрез с представлениями о гей-сообществе, изложенными в этой книге. Томми возвращается в квартиру Алана, чтобы всё прояснить, прекратить непонятные отношения и бесконечные телефонные звонки. Алан не упускает шанс, хватает Томми и целует его. Так завязываются их четырёхлетние отношения.
1977 год. Анита Брайант и её организация «Спасите наших детей» начинает во Флориде кампанию по защите Соединенных Штатов от «засилья гомосексуалов» и отмену местного закона, запрещающего дискриминацию по признаку сексуальной ориентации. Книгоиздатель Алана, ранее приостановивший публикацию книги, теперь против воли Алана решает напечатать её. Автором издания значится «Аноним». Книга используется гомофобными христианскими правыми политиками в борьбе против набирающего силу движения за права геев и грозит подорвать работу Томми и его группы. В конце концов настоящее имя автора издания становится известно. Томми разрывает отношения с Аланом и уезжает в Мексику.
1984 год. Алан узнаёт, что его новый сожитель Питер приложил руку к тому, чтобы настоящее имя автора книги стало достоянием гласности, бросает Питера и едет в Мексику, к уже смертельно больному Томми. Вместе они едут на машине обратно в США, где Алан надеется найти для друга врача, но в дороге Томми умирает.
1986 год. История любви двух друзей заканчивается тем, что два года спустя в свет выходит новый роман Алана «Поездка», который посвящён Томми.

## В ролях
| Актёр           | Роль             |
| --------------- | ---------------- |
| Ларри Салливан  | Алан Окли        |
| Стив Браун      | Томми Бэлленджер |
| Рэй Бейкер      | Питер Бакстер    |
| Алексис Аркетт  | Майкл            |
| Джеймс Хэнди    | Хэл              |
| Дэннис Бэйли    | Ларри Дженкинс   |
| Сирена Ирвин    | Беверли          |
| Джилл Сент-Джон | Мэри Окли        |
| Арт Хиндл       | Тэд Окли         |
| Конни Сойер     | Барбара Бакстер  |
| Альфред Деннис  | Джордж Бакстер   |

## Саундтрек
В фильме звучат следующие музыкальные композиции:
- «Bang a Gong (Get It On)» — T. Rex
- «Ain’t Nobody Straight in L.A.» — The Miracles
- «Behind Closed Doors» — Чарли Рич
- «Shambala» — Three Dog Night
- «More, More, More» — The Andrea True Connection
- «Destination Unknown» — Missing Persons
- «Oh Sheila» — Ready for the World
- «A Horse with No Name» — America
- «Adoro» — Los Romanticos
- «Jump (for My Love)» — The Pointer Sisters
- «Cover Me» — Брюс Спрингстин

## Отзывы
Рейтинг «Поездки» на сайте Rotten Tomatoes составляет 39 %. Metacritic даёт фильму 47 баллов из 100.

## Награды и номинации
| Награды и номинации                           | Награды и номинации                      | Награды и номинации | Награды и номинации | Награды и номинации |
| Награда                                       | Категория                                | Номинант            | Результат           |                     |
| --------------------------------------------- | ---------------------------------------- | ------------------- | ------------------- | ------------------- |
| Кинофестиваль «Dallas OUT TAKES»              | «Приз зрительских симпатий»              | Майлс Суэйн         | Победа              |                     |
| Кинофестиваль «Dallas OUT TAKES»              | «Лучший актёр»                           | Ларри Салливан      | Победа              |                     |
| Фестиваль независимого кино в Рехобот-Бич     | «Приз зрителей за лучший дебютный фильм» | Майлс Суэйн         | Победа              |                     |
| Международный фестиваль ЛГБТ-фильмов в Турине | «Лучший фильм»                           | Майлс Суэйн         | Номинация           |                     |